# Fuller Heights
Fuller Heights – jednostka osadnicza w Stanach Zjednoczonych, w stanie Floryda, w hrabstwie Polk.